# Gabriela Bandeira
Gabriela Bandeira (1982. április 24. –) uruguayi nemzetközi női labdarúgó-játékvezető. Teljes neve Gabriela Lourdes Bandeira Popich.

## Pályafutása
Az AUF JB minősítésével Segubda División, majd a Primera División játékvezetője. Küldési gyakorlat szerint rendszeres 4. bírói szolgálatot is végzett. A nemzeti női labdarúgó bajnokságban kiemelkedően foglalkoztatott bíró.
A Uruguayi labdarúgó-szövetség JB terjesztette fel nemzetközi játékvezetőnek, a Nemzetközi Labdarúgó-szövetség (FIFA) 2008-tól tartja nyilván női bírói keretében. A FIFA JB központi nyelvei közül a spanyolt és az angolt beszéli. Több nemzetek közötti válogatott (Labdarúgó-világbajnokság, Sudamericano Femenino), valamint Copa Libertadores Femenina klubmérkőzést vezetett, vagy működő társának 4. bíróként segített.
A 2008-as U20-as női labdarúgó-világbajnokságon a FIFA JB bíróként foglalkoztatta.
| Időpont            | Helyszín                     | Mérkőzés típusa              | Mérkőzés                                    | Eredmény | Nézők száma |
| ------------------ | ---------------------------- | ---------------------------- | ------------------------------------------- | -------- | ----------- |
| 2008. november 20. | Központi Stadion, La Florida | csoportmérkőzés (C. csoport) | Kongói Demokratikus Köztársaság–Németország | 0 – 5    | 3478        |

A 2010-es Sudamericano Femenino, valamint a 2014-es Sudamericano Femenino labdarúgó-bajnokságon a COMNEBOL JB hivatalnokként vette igénybe szolgálatát.
| Időpont              | Helyszín                                 | Mérkőzés típusa              | Mérkőzés                                                           | Eredmény |
| -------------------- | ---------------------------------------- | ---------------------------- | ------------------------------------------------------------------ | -------- |
| 2010. november 8.    | Olimpiai Stadion, Riobamba               | csoportmérkőzés (A. csoport) | Argentína–Peru                                                     | 2 – 0    |
| 2010. november 12.   | La Cocha Stadion, Latacunga              | csoportmérkőzés (A. csoport) | Bolívia–Perui női labdarúgó-válogatott                             | 2 – 1    |
| 2010. november 19.   | La Cocha Stadion, Latacunga              | döntő csoportmérkőzés        | Brazília–Kolumbia                                                  | 5 – 0    |
| 2014. szeptember 12. | Federativo Reina del Cisne Stadion, Loja | csoportmérkőzés (B. csoport) | Argentin női labdarúgó-válogatott–Chile                            | 0 – 1    |
| 2014. szeptember 20. | Jorge Andrade Stadion, Azogues           | csoportmérkőzés (B. csoport) | Brazil női labdarúgó-válogatott–Argentin női labdarúgó-válogatott  | 0 – 2    |
| 2014. szeptember 28. | Olímpico Atahualpa Stadion, Quito        | döntő csoportmérkőzés        | Kolumbiai női labdarúgó-válogatott–Brazil női labdarúgó-válogatott | 0 – 0    |

A 2010. évi nyári ifjúsági olimpiai játékokon a FIFA JB játékvezetőként alkalmazta
| Időpont             | Helyszín                       | Mérkőzés típusa              | Mérkőzés | Eredmény | Nézők száma |
| ------------------- | ------------------------------ | ---------------------------- | --- | -------- | ----------- |
| 2010. augusztus 15. | Jalan Besar Stadion, Szingapúr | csoportmérkőzés (B. csoport) | Trinidad és Tobago a 2010. évi nyári ifjúsági olimpiai játékokon–Egyenlítői-Guinea a 2010. évi nyári ifjúsági olimpiai játékokon | 1 – 3    | 827         |
| 2010. augusztus 23. | Jalan Besar Stadion, Szingapúr | az 5. helyért                | Belgium–Trinidad és Tobago a 2010. évi nyári ifjúsági olimpiai játékokon                                                         | 0 – 0    | 1315        |

A COMNEBOL JB küldésével a Copa Libertadores Femenina bajnokságban tevékenykedik. 
| Időpont            | Helyszín                              | Mérkőzés típusa              | Mérkőzés                                                          | Eredmény |
| ------------------ | ------------------------------------- | ---------------------------- | ----------------------------------------------------------------- | -------- |
| 2011. november 16. | Romário de Souza Faria Stadion, Xerém | csoportmérkőzés (A. csoport) | CEPE-Caxias (brazil)–Universidad Autónoma de Asunción (paraguayi) | 0 – 0    |